# محمد أحمد خلف الله
محمد أحمد خلف الله (1916-1991) هو مفكر وكاتب مصري في حركة الحداثية الإسلامية.
رفضت جامعة القاهرة في 1947 الأطروحة التي قدمها لقسم اللغة العربية وعنوانها «الفن القصصي في القرآن» فكان يشير فيها إلى أن النصوص القرآنية تمثيلية ولا ينبغي أن تعتبر ثابتة بل توجيهات أخلاقية.
بعد ذلك، بدأ أطروحة عن موضوع غير ديني وحصل على الدكتوراة عام 1952 فعمل في التعليم وأتم عمله في وزارة الثقافة المصرية.

==

## مؤلفات
- مفاهيم قرآنية، يوليو 1984.[8]